# Andebol 1 de 2013–14
O Campeonato Português de Andebol Masculino (Seniores) de 2013/2014 foi a 62ª edicão, competição organizada pela Federação de Andebol de Portugal. É disputada por 12 equipas, em duas fases. O FC Porto conquistou o seu 19º Título. (6º consecutivo - Hexacampeão).

## Campeonato 1ª Fase
| Pos | Equipa        | J  | V  | E | D  | GM  | GS  | Diff | Pts |
| --- | ------------- | -- | -- | - | -- | --- | --- | ---- | --- |
| 1   | Sporting CP   | 22 | 19 | 1 | 2  | 718 | 545 | +173 | 61  |
| 2   | FC Porto      | 22 | 18 | 1 | 3  | 646 | 497 | +149 | 59  |
| 3   | SL Benfica    | 22 | 18 | 1 | 3  | 682 | 512 | +170 | 59  |
| 4   | ABC Braga     | 22 | 16 | 1 | 5  | 649 | 506 | +143 | 55  |
| 5   | Águas Santas  | 22 | 16 | 0 | 6  | 630 | 577 | +53  | 54  |
| 6   | SC Horta      | 22 | 9  | 0 | 13 | 564 | 621 | -57  | 40  |
| 7   | Belenenses    | 22 | 8  | 0 | 14 | 507 | 538 | -31  | 38  |
| 8   | Madeira SAD   | 22 | 7  | 1 | 14 | 549 | 657 | -108 | 37  |
| 9   | Passos Manuel | 22 | 6  | 0 | 16 | 551 | 627 | -76  | 34  |
| 10  | Maia-Ismai    | 22 | 5  | 1 | 16 | 545 | 666 | -121 | 33  |
| 11  | AC Fafe       | 22 | 4  | 2 | 16 | 530 | 672 | -142 | 32  |
| 12  | Avanca        | 22 | 2  | 0 | 20 | 471 | 624 | -153 | 26  |

## Fase Final Group A
| Pos | Equipa       | J  | V | E | D  | GM  | GS  | Diff | Pts |
| --- | ------------ | -- | - | - | -- | --- | --- | ---- | --- |
| 1   | FC Porto     | 10 | 7 | 2 | 1  | 288 | 239 | +49  | 56  |
| 2   | Sporting CP  | 10 | 6 | 2 | 2  | 305 | 268 | +37  | 55  |
| 3   | ABC Braga    | 10 | 6 | 1 | 3  | 266 | 245 | +21  | 51  |
| 4   | SL Benfica   | 10 | 4 | 1 | 5  | 276 | 255 | +21  | 49  |
| 5   | Águas Santas | 10 | 4 | 0 | 6  | 263 | 293 | -30  | 45  |
| 6   | SC Horta     | 10 | 0 | 0 | 10 | 239 | 337 | -98  | 30  |

Pontos Extra (Regra da competição): ABC Braga: +28 Pontos; Benfica: +30 Pontos; Porto: +30 Pontos; SC Horta: +20 Pontos; Sporting: +31 Pontos e Águas Santas: +27 Pontos 

## Fase Final Group B
| Pos | Equipa        | J  | V | E | D | GM  | GS  | Diff | Pts |
| --- | ------------- | -- | - | - | - | --- | --- | ---- | --- |
| 1   | Madeira SAD   | 10 | 7 | 0 | 3 | 303 | 278 | +25  | 43  |
| 2   | Belenenses    | 10 | 5 | 2 | 3 | 287 | 261 | +26  | 41  |
| 3   | Maia-Ismai    | 10 | 6 | 1 | 3 | 280 | 272 | +8   | 40  |
| 4   | Passos Manuel | 10 | 4 | 2 | 4 | 273 | 283 | -10  | 37  |
| 5   | AC Fafe       | 10 | 3 | 0 | 7 | 263 | 285 | -22  | 32  |
| 6   | AA Avanca     | 10 | 2 | 1 | 7 | 248 | 275 | -27  | 28  |

Pontos Extra (Regra da competição): AC Fafe: +16 Pontos; Avanca: +13 Pontos; Belenenses: +19 Pontos; Madeira: +19 Pontos; Maia-Ismai: +17 Pontos e Passos M.: +17 Pontos 